# أغذية فائقة الجودة

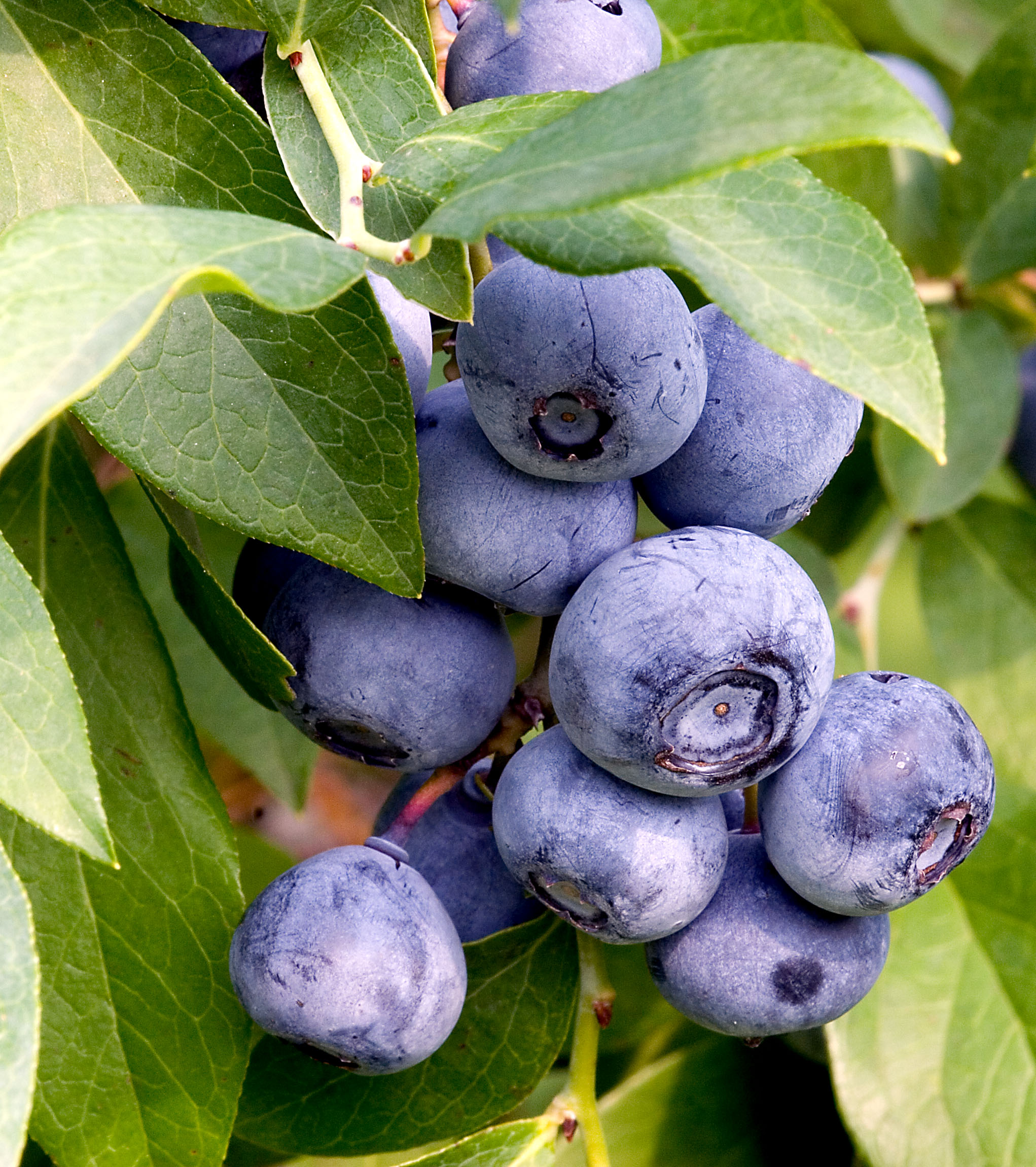

الأغذية فائقة الجودة هو مصطلح تسويقي للأغذية المفترض أنها ذات فوائد صحية، وذلك نتيجة لجزء من تحليله الغذائي أو كثافته الغذائية الشاملة. هذا المصطلح لا يستخدم عادة من قبل الخبراء وأخصائيو التغذية وعلماء التغذية، بل وكثير منهم يخالفون أن أطعمة معينة تمنح الفوائد الصحية كما يدعي المروجون لهذه الأطعمة.
في عام 2007، تم حظر تسويق المنتجات كغذاء فائق في دول الاتحاد الأوروبي ما لم تكن مصحوبة بمطالبة صحية محددة معتمدة مدعومة بأبحاث علمية موثوقة.

## تعريف المصطلح وإستخداماته
لا يوجد للمصطلح تعريف رسمي من قبل السلطات التنظيمية في الأسواق الاستهلاكية الرئيسية، مثل إدارة الغذاء والدواء الأمريكية ووزارة الزراعة أو هيئة سلامة الأغذية الأوروبية. يبدو أنه استخدم لأول مرة في صحيفة كندية في عام 1949، مشيرة إلى نوع من الكعك ذو صفات غذائية معينة. في أواخر القرن العشرين وأوائل القرن الحادي والعشرين، بدأ استخدام مصطلح "غذاء فائق الجودة" كأداة تسويقية لبيع أغذية معينة، أو مكملات غذائية، أو الأطعمة التي تحتوي على إضافات غذائية مختارة، أو كتب مساعدة ذاتية عن الوجبات الغذائية، صاحب ذلك وعود ببعض التحسينات التي تطرأ على الصحة؛ غالباً ما يتم بيع هذه المنتجات بسعر أعلى من الأغذية المماثلة التي لم تضع شعار الحملة. وفقًا لمركز أبحاث السرطان في المملكة المتحدة، فإن مصطلح "غذاء فائق الجودة" هو في الحقيقة مجرد أداة تسويقية، مصحوبة بالقليل من الأسس العلمية لإثبات مع تدعو إليه". 
اعتبارا من عام 2007، تم حظر تسويق المنتجات كغذاء فائق في الاتحاد الأوروبي ما لم تكن مصحوبة بمطالب صحية محددة معتمدة مدعومة بأبحاث علمية موثوقة. ولقد كان هذا القرار بمثابة دليل تسويقي تم إصداره للمصنعين لضمان وجود دليل علمي أو سبب ليُطلق على الغذاء أنه صحي أكثر أو لتصنيفه كغذاء فائق الجودة. وقد صرّح المجلس الأوروبي للمعلومات الغذائية بأنه من غير العملي بالنسبة للأشخاص أن يتبعوا نظام غذائي يعتمد على الأطعمة فائقة الجودة فقط، بينما يتم توفير العناصر الغذائية بسهولة من نظام غذائي يعتمد على مجموعة متنوعة من الأطعمة، وخاصة النظام الغذائي الذي يحتوي على الفواكه والخضروات.
وفقاً لكاثرين كولينز، اختصاصية التغذية في مستشفى سانت جورج في لندن، فإن استخدام هذا المصطلح يمكن أن يكون ضارًا. وأضافت كولينز أن "الأغذية فائقة الجودة في أفضل الأحوال لا معنى لها، وفي أسوأ الأحوال ضارة، وهناك الكثير من الأفكار الخاطئة حول الأطعمة فائقة الجودة ".كما تشير أبحاث السرطان في المملكة المتحدة إلى أنه على الرغم من أن المواد الغذائية الفائقة يتم الترويج لها في كثير من الأحيان على أنها قادرة على الوقاية من الأمراض أو شفاءها، بما في ذلك السرطان، إلا أنها أطلقت تحذير مضمونه أن "لا يجب الاعتماد على ما يسمى بـ" الأطعمة الفائقة "للحد من خطر الإصابة بالسرطان بل من الأفضل إتباع نظام غذائي صحي معين.
«الفاكهة فائقة الجودة» هو مصطلح أُستخدم لأول مرة في عام 2004 ويشير إلي مجموعة فرعية من الأغذية فائقة الجودة. إن تعيين الفاكهة كغذاء فائق يعود بالكامل إلى الشركة المصنعة للمنتج، حيث يستخدم هذا المصطلح بشكل أساسي لخلق طلب المستهلك. 